# Damaran Baru
Damaran Baru is een bestuurslaag in het regentschap Bener Meriah van de provincie Atjeh, Indonesië. Damaran Baru telt 573 inwoners (volkstelling 2010).